# Wijewo
Wijewo is een dorp in het Poolse woiwodschap Groot-Polen, in het district Leszczyński. De plaats maakt deel uit van de gemeente Wijewo en telt ca. 1200 inwoners.